# Callirhipis devasa
Callirhipis devasa is een keversoort uit de familie Callirhipidae. De wetenschappelijke naam van de soort is voor het eerst geldig gepubliceerd in 1877 door Fairmaire.